# Challenger de Mequinez
EL Morocco Tennis Tour – Meknes es un torneo profesional de tenis. Pertenece al ATP Challenger Series. Se juega desde el año 2008 sobre polvo de ladrillo, en Meknes, Marruecos.

## Palmarés

### Individuales
| Año  | Campeón                 | Finalista         | Resultado        |
| ---- | ----------------------- | ----------------- | ---------------- |
| 2016 | Maximilian Marterer     | Uladzímir Ignátik | 7-6(4), 6-3      |
| 2015 | Daniel Muñoz de la Nava | Roberto Carballés | 6-4, 6-2         |
| 2014 | Kimmer Coppejans        | Lucas Pouille     | 4–6, 6-2, 6-2    |
| 2013 | Cedrik-Marcel Stebe     | Yannik Reuter     | 6–1, 4-6, 6-2    |
| 2012 | Yevgueni Donskói        | Adrian Ungur      | 6–1, 6–3         |
| 2011 | Jaroslav Pospíšil       | Guillermo Olaso   | 6–1, 3–6, 6–3    |
| 2010 | Aleksandr Dolgopólov    | Rui Machado       | 7–5, 6–2         |
| 2009 | Rui Machado             | David Marrero     | 6–2, 6–7(6), 6–3 |
| 2008 | Iván Navarro            | Jiří Vaněk        | 6–4, 6–4         |

### Dobles
| Año  | Campeones                                     | Finalistas                             | Resultado           |
| ---- | --------------------------------------------- | -------------------------------------- | ------------------- |
| 2016 | Luca Margaroli Mohamed Safwat                 | Pedro Martínez Portero Oriol Roca      | 6–4, 6–4            |
| 2015 | Kevin Krawietz Maximilian Marterer            | Gianluca Naso Riccardo Sinicropi       | 7–5, 6–1            |
| 2014 | Hans Podlipnik Stefano Travaglia              | Gerard Granollers Jordi Samper         | 6–2, 6–7(4), [10–7] |
| 2013 | Alessandro Giannessi Gianluca Naso            | Gerard Granollers Jordi Samper         | 7-5, 7-63           |
| 2012 | Adrián Menéndez Jaroslav Pospíšil             | Gerard Granollers Iván Navarro         | 6–3, 3–6, [10–8]    |
| 2011 | Treat Conrad Huey Simone Vagnozzi             | Alessio di Mauro Alessandro Motti      | 6–1, 6–2            |
| 2010 | Pablo Andújar Flavio Cipolla                  | Aleksandr Dolgopólov Artem Smirnov     | 6–2, 6–2            |
| 2009 | Marc López Lamine Ouahab                      | Alessio di Mauro Giancarlo Petrazzuolo | 6–3, 7–5            |
| 2008 | Alberto Martín Magret Daniel Muñoz-de la Nava | Mijaíl Yelguin Yuri Schukin            | 6–4, 6–7(2), 10–6   |